# Uganda
Uganda, tên gọi chính thức là Cộng hòa Uganda (tiếng Anh: Republic of Uganda, tiếng Swahili: Jamhuri ya Uganda), là một quốc gia không giáp biển, nằm hoàn toàn trong lục địa châu Phi. Giáp Kenya về phía Đông, phía Tây giáp với Cộng hòa Dân chủ Congo, Tây Nam giáp Rwanda, phía Bắc giáp Nam Sudan và phía Nam giáp Tanzania. Phía Nam Uganda là vùng hồ Victoria, có chủ quyền gần 1/2 diện tích mặt hồ, chia sẻ quyền khai thác cùng Kenya và Tanzania. Uganda cũng nằm trong lưu vực sông Nin, có khí hậu đa dạng, nhưng nhìn chung chủ yếu là khí hậu xích đạo.
Uganda lấy tên từ vương quốc Buganda, một vương quốc với lãnh thổ ngày nay phần lớn miền Nam của đất nước bao gồm cả thủ đô Kampala. Bắt đầu từ cuối những năm 1800, khu vực này đã được cai trị như một thuộc địa của người Anh, họ đã thành lập các khu hành chính trên toàn lãnh thổ. Uganda giành được độc lập từ Anh vào ngày 9 tháng 10 năm 1962. Sau khi giành độc lập, Uganda rơi vào nhưng cuộc nội chiến, huynh đệ tương tàn, gần đây nhất là một cuộc nội chiến kéo dài giữa chính phủ và Quân kháng chiến của Chúa, đã gây ra hàng chục ngàn thương vong và di dời hơn một triệu người. Tổng thống hiện tại của Uganda là Yoweri Kaguta Museveni, người lên nắm quyền sau cuộc đảo chính vào năm 1986.

## Lịch sử
Vào khoảng thế kỷ XII, vương quốc Bunyoro được thành lập và trở nên hùng mạnh, gồm phần lớn lãnh thổ Uganda hiện nay. Từ thế kỷ XVIII, vương quốc Buganda thoát khỏi quyền giám hộ của vương quốc Bunyoro và thống trị cả các nước láng giềng.
Vào giữa thế kỷ XIX, người châu Âu bắt đầu thám hiểm vùng lãnh thổ này, Uganda trở thành xứ bảo hộ của Anh từ năm 1894. Thực dân Anh phát triển các đồn điền cà phê và bông vải. Từ năm 1920, việc độc canh cây bông vải làm rối loạn cơ cấu kinh tế. Từ năm 1952, Quốc vương Mutesa II chống lại sự cai trị của thực dân. Các đảng phái dần dần hình thành. Năm 1961, ba đảng chính tham gia một cuộc hội nghị nhằm soạn thảo hiến pháp.
Uganda giành độc lập năm 1962. Quốc vương Edward Mutesa của Buganda được bầu làm Tổng thống, và Milton Obote làm Thủ tướng. Với sự giúp đỡ của một sĩ quan quân đội trẻ, Đại tá Idi Amin, Thủ tướng Obote giành quyền kiểm soát Chính phủ từ năm 1966. Obote bị lật đổ sau cuộc đảo chính quân sự, đất nước rơi vào chế độ cai trị độc tài và khát máu của Idi Amin, rồi chính Amin cũng bị lật dổ do sự can thiệp của quân đội Tanzania năm 1979. Đất nước rơi vào tình trạng vô tổ chức về mặt chính trị, kinh tế bị tàn phá, nạn cướp bóc gia tăng do không ai kiểm soát các phần tử quân sự.
Năm 1980, Obote trở lại cầm quyền nhưng chế độ này cũng trở nên độc tài không kém gì chế độ trước, kinh tế đất nước hầu như bị tê liệt. Obote bị Tướng Basilio Ikello lật đổ năm 1985: Năm 1986, Yoweri Museveni, nhà lãnh đạo tổ chức Quân đội kháng chiến Quốc gia, lên cầm quyền sau cuộc đảo chính. Cuộc nội chiến đã làm cho khoảng 800.000 người chết. Hiến pháp mới được thông qua năm 1995 và Musseveni đắc cử Tổng thống năm 1996.
Uganda tiến hành một chiến dịch quy mô chống lại bệnh AIDS, giảm thiểu được tỉ lệ nhiễm HIV thông qua chương trình y tế công cộng, giáo dục và truyền bá thông tin. Tháng 9 năm 2002, Uganda ký hiệp ước hòa bình với Cộng hòa Dân chủ Congo. Suốt năm 2002, Uganda vẫn tiếp tục cuộc chiến kéo dài 15 năm nhằm chống lại phiến quân cực đoan đặt cơ sở tại Sudan.
Ngày 29 tháng 7 năm 2005, một cuộc trưng cầu dân ý với 47% dân số tham gia và 92% số phiếu ủng hộ đã cho phép thay đổi Hiến pháp, theo đó nước này sẽ chấp nhận chế độ đa đảng. Vào cuối tháng 1 năm 2006, những cuộc bầu cử lập pháp và Tổng thống đã diễn ra. Ông Yoweri Kaguta Museveni đã tái đắc cử với số phiếu ủng hộ là 59% so với 37% của đối thủ chính, ông Kizza Besigye.

## Chính phủ

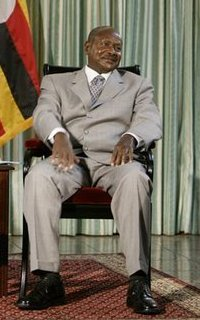
Yoweri Museveni, Tổng thống Uganda.

Tổng thống là người đứng đầu nhà nước cũng như chính phủ. Thủ tướng sẽ do Tổng thống chỉ định. Nghị viện bao gồm Quốc hội với 332 thành viên. Trong số đó 104 người được đề cử bởi các nhóm lợi ích khác nhau như phụ nữ hay quân đội. Các thành viên còn lại được bầu theo nhiệm kì 4 năm.
Tình hình Uganda nhìn chung tương đối ổn định. Những thay đổi đáng lưu ý trong những năm gần đây có việc Nghị viện Uganda thông qua việc bổ sung Hiến pháp vào năm 2005 theo đó từ bỏ những giới hạn nhiệm kỳ của Tổng thống và tiến hành bầu cử đa đảng. Năm 2006, Uganda bầu cử Tổng thống, đương kim Tổng thống Museveni tái đắc cử lần 3 với 59,28% số phiếu bầu.

## Đối ngoại
Uganda tuyên bố đi theo đường lối trung lập, không liên kết, ủng hộ các phong trào giải phóng dân tộc. Trước đây, Uganda thân phương Tây; về sau chính phủ Uganda điều chỉnh quan hệ theo hướng ôn hoà với tất cả các nước. Những năm gần đây, Uganda kiên quyết chống lại việc các nước phương Tây và Mỹ muốn áp dụng chế độ đa đảng ở nước này. Tổng thống Museveni lên án Mỹ, Anh và các nước công nghiệp phát triển bóc lột sức lực và tài nguyên của các nước nghèo, nhất là các nước châu Phi, kêu gọi AU đoàn kết lại, đấu tranh cho một trật tự kinh tế thế giới mới.
Uganda tham gia tích cực vào việc giải quyết các cuộc xung đột khu vực, nhất là các cuộc xung đột sắc tộc ở Đông Phi (Rwanda, Burundi...)

## Địa lý
Uganda nằm ở Trung Phi, Bắc giáp Sudan, Nam giáp Rwanda và Tanzania, Đông giáp Kenya, Tây giáp Cộng hòa Dân chủ Congo. Lãnh thổ phần lớn là cao nguyên được bao phủ bởi các thảo nguyên. Vùng lũng hẹp dài Rift Valley kéo dài ở rìa phía Tây gồm các hồ xen kẽ với dãy núi Ruwenzori. Hồ Victoria chiếm một phần lãnh thổ phía Nam.

## Hành chính
Uganda bao gồm 39 quận là Apac, Arua, Bundibugyo, Bushenyi, Gulu, Hoima, Iganga, Jinja, Kabale, Kabarole, Kalangala, Kampala, Kamuli, Kapchorwa, Kasese, Kibale, Kiboga, Kisoro, Kitgum, Kotido, Kumi, Lira, Luwero, Masaka, Masindi, Mbale, Mbarara, Moroto, Moyo, Mpigi, Mubende, Mukono, Nebbi, Ntungamo, Pallisa, Rakai, Rukungiri, Soroti, Tororo.

## Kinh tế
Là một nước có nguồn tài nguyên thiên nhiên phong phú: đất đai màu mỡ, lượng mưa tương đối đều, có nhiều mỏ đồng, coban lớn, nhưng Uganda vẫn thuộc nhóm các nước kém phát triển do chiến tranh du kích kéo dài 20 năm (1965-1985) và do cơ chế quản lý yếu kém.
Nông nghiệp là khu vực quan trọng nhất của kinh tế quốc gia, thu hút trên 80% lực lượng lao động. Bên cạnh các mặt hàng bông vải, chè thì cà phê là mặt hàng nông sản xuất khẩu chính mang lạị nguồn ngoại tệ đáng kể. Tiêm năng thủy điện và nguồn khoáng sản dồi dào (đồng, coban, tungsten, phosphat) thúc đẩy quá trình công nghiệp hóa. Tuy vậy, nền công nghiệp vẫn còn khiêm tốn.
Từ năm 1986, với sự giúp đỡ của nước ngoài và các tổ chức quốc tế Uganda đã dần dần khôi phục và ổn định kinh tế thông qua cải cách tiền tệ, nâng giá các mặt hàng xuất khẩu, cải thiện tiền lương công chức nhà nước. Trong những năm 1990-1999, kinh tế Uganda có những chuyển biến tích cực nhờ đầu tư liên tục vào việc xây dựng cơ sở hạ tầng, tập trung cải thiện sản xuất và xuất khẩu, giảm mức lạm phát, an ninh trong nước dần ổn định, các doanh nghiệp Ấn Độ - Uganđa trở về nước. Tuy nhiên, việc duy trì mức tăng trưởng khả quan đang gặp những thách đố lớn do Uganda tham gia vào cuộc chiến ở Cộng hòa Dân chủ Congo, tình trạng tham nhũng gia tăng và chậm trễ trong quyết định cải cách kinh tế của Chính phủ.
Gần đây Uganda đã bắt đầu phát hiện ra dầu mỏ. Tuy nhiên Uganda vẫn chưa tiến hành một cuộc khảo sát khoáng sản có quy mô nào. Nông nghiệp là ngành quan trọng nhất trong nền kinh tế thu hút 80% lao động. Cà phê là nguồn thu xuất khẩu chính. Với sự trợ giúp của các nước và tổ chức nước ngoài, chính phủ Uganda đã nỗ lực phục hồi và ổn định nền kinh tế thông qua các biện pháp như cải cách chính sách tiền tệ, tăng giá các sản phẩm xăng dầu và cải thiện lương công chức nhà nước. Các thay đổi về chính sách này nhằm mục đích kiểm soát lạm phát, thúc đẩy xuất khẩu và tăng nguồn thu từ xuất khẩu. Trong giai đoạn 1900 – 2001, nền kinh tế Uganda tăng trưởng khá ổn định, tiếp tục đầu tư vào cơ sở hạ tầng, thúc đẩy sản xuất phục vụ xuất khẩu, ổn định an ninh trong nước...Khoản tiền Uganda đã được các nước cam kết xóa nợ là khoảng 2 tỷ USD. Khủng hoảng kinh tế toàn cầu đã ảnh hưởng đến xuất khẩu của Uganda nhưng tăng trưởng GDP của quốc gia này vẫn tương đối cao nhờ một loạt cải cách và khả năng kiểm soát khủng hoảng. Doanh thu từ dầu và thuế sẽ là các nguồn thu quan trọng của Uganda khi mà dầu sẽ được đi vào khai thác trong một vài năm tới. Tuy nhiên sự bất ổn định ở Nam Sudan sẽ là một trở ngại đối với nền kinh tế Uganda trong năm 2011 do đối tác xuất khẩu chính của Uganda là Sudan và đây còn là một địa điểm quan trọng của các trại tị nạn cho người dân Sudan.
Năm 2010, tổng sản phẩm quốc nội của Uganda đạt 17,12 tỷ USD, trong đó mức tăng trưởng GDP đạt 5,8%. Thu nhập bình quân đầu người của nước này là khoảng 500 USD/người năm 2010. Nông nghiệp chiếm 23,6% tổng sản phẩm quốc dân Uganda và thu hút 80% lực lượng lao động nước này (2010). Sản phẩm chính trong nông nghiệp là cà phê, chè, ngô, chuối, đường, bông, thuốc lá, khoai tây, hoa, các sản phẩm từ hoa, thịt dê, bò, đậu.... Ngoài ra, Uganda còn có thế mạnh về chăn nuôi gia súc, và đánh bắt cá. Ngoài ra, Uganda còn có thế mạnh về chăn nuôi gia súc, và đánh bắt cá.
Về công nghiệp thì công nghiệp chế biến là chính, tiếp đó là dệt, sản xuất xi măng, sắt, thép, phụ tùng vận tải, phân bón, sản xuất hàng mỹ nghệ...
Về ngoại thương, năm 2010, kim ngạch xuất khẩu của Uganda đạt 2,941 tỷ USD với các sản phẩm xuất khẩu chính là cà phê, cá và các sản phẩm từ cá, trà, bông, hoa, vàng... Các bạn hàng xuất khẩu chủ yếu của Uganda là Sudan, Kenya, Các tiểu vương quốc Ả Rập thống nhất (UAE), Rwanda, Thụy Sĩ, Cộng hòa Dân chủ Congo, Hà Lan, Đức, Ý.
Năm 2010, Uganda nhập khẩu 4,474 tỷ USD hàng hoá các loại. Các sản phẩm mà Uganda thường nhập khẩu là: trang thiết bị cơ bản, phương tiện, dầu, thuốc men và ngũ cốc. Các đối tác nhập khẩu chính gồm Kenya, Ấn Độ, Các tiểu vương quốc Ả Rập thống nhất (UAE), Trung Quốc, Nam Phi, Pháp, Nhật và Mỹ.

## Dân số
Uganda có dân số hiện vào khoảng 34,6 triệu người (2010) (91% là người bản địa, 1% là người châu Âu, châu Á và người Ả Rập, 8% còn lại là nhóm người). Tiếng Anh là ngôn ngữ chính thức, tiếng Luganda và tiếng Swahili là các thổ ngữ được công nhận.

## Tôn giáo

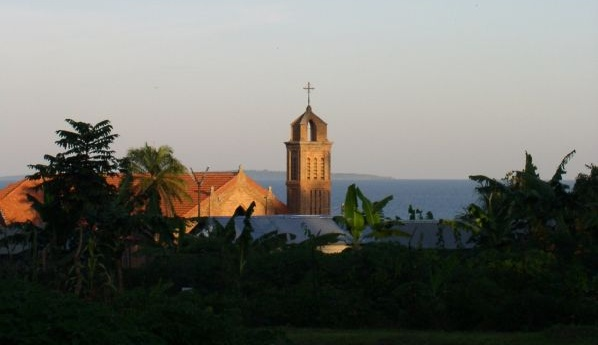
Một nhà thờ Công giáo ở Entebbe

Theo điều tra dân số năm 2002, Kitô giáo chiếm khoảng 84% dân số của Uganda. Giáo hội Công giáo La Mã có số lượng tín đồ đông nhất (41,9%), tiếp theo là Anh giáo (35,9%). Phong trào Ngũ Tuần chiếm phần còn lại của dân số Kitô giáo. Các tôn giáo tiếp theo của Uganda là Hồi giáo chiếm 12% dân số, chủ yếu là người Sunni. Còn lại theo các tôn giáo truyền thống (1%), Bahá'í (0,1%), các tôn giáo khác (0,7%), hoặc không theo tôn giáo (0,9%).
Dân số phía Bắc và khu vực Tây sông Nile chủ yếu là Công giáo, trong khi các huyện Iganga ở phía đông Uganda có tỷ lệ cao nhất của người Hồi giáo. Phần còn lại của đất nước là một sự kết hợp của các cộng đồng tôn giáo.
Trước khi xuất hiện các tôn giáo như Kitô giáo và Hồi giáo, tín ngưỡng bản địa truyền thống đã được thực hành như là một tín ngưỡng duy nhất. Thậm chí ngày nay trong thời gian đương đại, việc thực hành tín ngưỡng bản địa là rất phổ biến ở một số vùng nông thôn và đôi khi được pha trộn với các nghi lễ của Kitô giáo và Hồi giáo.